# Der Fall von nebenan
Der Fall von nebenan ist eine Vorabendserie der ARD, die erstmals im Regionalprogramm des Norddeutschen Rundfunks gesendet wurde. Es entstanden drei Staffeln mit insgesamt 53 Folgen, wobei die beiden ersten Staffeln jeweils 13 Folgen umfassten, die dritte Staffel 27 Episoden. Es handelte sich um eine Produktion von Studio Hamburg im Auftrag des Norddeutschen Werbefernsehens.

## Inhalt
Die Serie schildert die Arbeit der Sozialarbeiterin Hanna Seidler und ihres Kollegen Brettschneider von der Hamburger Fürsorge. Wie es ihre Aufgabe ist, versuchen sie, die Not ihrer Mitmenschen zu lindern und ihnen bei der Lösung ihrer Probleme hilfreich zur Seite zu stehen.

## Sonstiges
Jede Folge begann mit folgenden, aus dem Off gesprochenen Worten: „Alte Häuser. Neue Häuser: Einladend freundlich, unfreundlich oder abweisend. Fassaden, hinter denen Menschen wohnen. Menschen mit Sorgen und Nöten, mit großen und kleinen Problemen. Schicksale, die so oft sorgfältig verborgen werden, aus Angst vor den Nachbarn, aus Scham, aus Verzweiflung.
Aus der Arbeit der Fürsorge berichtet die Serie ‚Der Fall von nebenan‘.
In Zusammenarbeit mit ... entstand die Episode ‚...‘.“
Der letzte Satz wurde dem Thema der jeweiligen Folge angepasst.
Beispiel (Folge 8): „In Zusammenarbeit mit der Hamburger Jugendbehörde entstand die Episode „Eigentlich kein schlechter Junge“.“
Weitere Behörden waren die Hamburger Arbeits- und Sozialbehörde. Mit am häufigsten wird die Hamburger Jugendbehörde genannt, in späteren Folgen heißt es dann „Hamburger Amt für Jugend“.
Die Drehbücher schrieben verschiedene Autoren, auch waren mehrere Regisseure an der Entstehung der Serie beteiligt, unter ihnen Hauptdarsteller Gerd Baltus. Sendetag war jeweils der Mittwoch, die Ausstrahlung erfolgte in wöchentlichem Abstand.
Episodendarsteller können nur sporadisch einzelnen Folgen zugeordnet werden, weshalb sie in den Episodenlisten nicht aufgeführt sind. Gastrollen hatten unter anderem Heidi Kabel, Curt Timm, Katharina Brauren, Claudia Butenuth, Derval de Faria, Robert Naegele, Tana Schanzara, Barbara Schöne, Margarethe von Trotta, Angelika Bender, Ehmi Bessel, Ferdinand Dux, Siemen Rühaak, Wolfgang Zerlett, Trude Breitschopf, Gert Haucke, Marius Müller-Westernhagen, Ernst August Schepmann, Joachim Tennstedt und Hildegard Wensch.
Wiederholungen gab es in den Jahren 1992, 1998 und 2000.

## Episodenliste

### Staffel 1
| Nr. (gesamt) | Nr. (Staffel) | Erstausstrahlung   | Titel                            | Autor(en)                         | Regie            |
| 1            | 1             | 23. September 1970 | Schwierigkeiten bei Winklers     | Heinz-Werner John                 | Erich Neureuther |
| 2            | 2             | 30. September 1970 | Eine dringende Angelegenheit     | Heinz-Werner John                 | Erich Neureuther |
| 3            | 3             | 7. Oktober 1970    | Wochenende mit Hannelore         | Heinz Werner John                 | Gerd Oelschlegel |
| 4            | 4             | 14. Oktober 1970   | Die Sache mit Waldi              | Heinz-Werner John                 | Erich Neureuther |
| 5            | 5             | 21. Oktober 1970   | Wirbel um Niklas                 | Heinz-Werner John                 | Claus Peter Witt |
| 6            | 6             | 28. Oktober 1970   | Kleines Haus am Stadtrand        | Heinz-Werner John, Arno Alexander | Gerd Oelschlegel |
| 7            | 7             | 4. November 1970   | Neues Leben zu zweit             | Heinz-Werner John                 | Gerd Oelschlegel |
| 8            | 8             | 11. November 1970  | Eigentlich kein schlechter Junge | Heinz-Werner John                 | Claus Peter Witt |
| 9            | 9             | 25. November 1970  | Frau im besten Alter             | Heinz-Werner John                 | Gerd Oelschlegel |
| 10           | 10            | 2. Dezember 1970   | Recht bleibt Recht               | Heinz-Werner John, Arno Alexander | Claus Peter Witt |
| 11           | 11            | 9. Dezember 1970   | Mädchen mit kleinen Webfehlern   | Heinz-Werner John                 | Erich Neureuther |
| 12           | 12            | 16. Dezember 1970  | Die neue Umgebung                |                                   |                  |
| 13           | 13            | 23. Dezember 1970  | Hermine Reck                     | Heinz-Werner John                 | Claus-Peter Witt |

### Staffel 2
| Nr. (gesamt) | Nr. (Staffel) | Erstausstrahlung  | Titel                        | Autor(en)         | Regie       |
| 14           | 1             | 9. November 1972  | Diebstahl                    |                   |             |
| 15           | 2             | 16. November 1972 | Wendela, das au-pair-Mädchen | Heinz-Werner John | Roger Fritz |
| 16           | 3             | 23. November 1972 | Wohngemeinschaft             |                   |             |
| 17           | 4             | 30. November 1972 | Alkoholiker                  | Heinz-Werner John | Roger Fritz |
| 18           | 5             | 7. Dezember 1972  | Die Türkin                   | Heinz-Werner John | Roger Fritz |
| 19           | 6             | 14. Dezember 1972 | Umschulung                   | Heinz-Werner John | Tom Toelle  |
| 20           | 7             | 21. Dezember 1972 | Opa Hagedorn                 | Heinz-Werner John | Tom Toelle  |
| 21           | 8             | 28. Dezember 1972 | Scheidungswaisen             |                   |             |
| 22           | 9             | 4. Januar 1973    | Hilfspfleger                 |                   |             |
| 23           | 10            | 11. Januar 1973   | Flucht nach vorn             |                   |             |
| 24           | 11            | 18. Januar 1973   | Konkurs                      |                   |             |
| 25           | 12            | 25. Januar 1973   | Vorstadt                     |                   |             |
| 26           | 13            | 1. Februar 1973   | Elternschule                 | Heinz-Werner John | Tom Toelle  |

### Staffel 3
| Nr. (gesamt) | Nr. (Staffel) | Erstausstrahlung   | Titel                          | Autor(en)                       | Regie                 |
| 27           | 1             | 20. September 1974 | Auf Bewährung                  | Heinz-Werner John               | Roger Fritz           |
| 28           | 2             | 27. September 1974 | Pflegeeltern gesucht           | Heinz-Werner John               | Claus Peter Witt      |
| 29           | 3             | 4. Oktober 1974    | Heidrun                        | Arno Alexander                  | Roger Fritz           |
| 30           | 4             | 11. Oktober 1974   | Kindererholungsheim            | Heinz-Werner John               | Claus Peter Witt      |
| 31           | 5             | 18. Oktober 1974   | 10.000 – wenn’s ein Junge wird | Rochus Bassauer                 | Roger Fritz           |
| 32           | 6             | 25. Oktober 1974   | Der Ausreißer                  |                                 |                       |
| 33           | 7             | 1. November 1974   | Der Ersatzsohn                 |                                 |                       |
| 34           | 8             | 8. November 1974   | Letzter Tag in der Fabrik      | Wolfgang Kirchner               | Claus Peter Witt      |
| 35           | 9             | 15. November 1974  | Alkoholiker                    |                                 |                       |
| 36           | 10            | 22. November 1974  | Streetworker                   | Rochus Bassauer, Arno Alexander | Roger Fritz           |
| 37           | 11            | 29. November 1973  | Mathildenstraße Elf            |                                 |                       |
| 38           | 12            | 6. Dezember 1974   | Ehepaar mit Kind               |                                 |                       |
| 39           | 13            | 13. Dezember 1974  | Mittlere Reife                 |                                 |                       |
| 40           | 14            | 20. Dezember 1974  | Adoption                       | Heinz-Werner John               | Wolf Erlend Rosenberg |
| 41           | 15            | 27. Dezember 1974  | Umsiedler                      | Heinz-Werner John               | Peter Harlos          |
| 42           | 16            | 3. Januar 1975     | Die Erbschaft                  | Heinz-Werner John               | Wolf Erlend Rosenberg |
| 43           | 17            | 10. Januar 1975    | Nebenbeschäftigung             | Heinz-Werner John               | Istvan Bury           |
| 44           | 18            | 17. Januar 1975    | Familie Koch                   | Heinz-Werner John               | Gerd Baltus           |
| 45           | 19            | 24. Januar 1975    | Ich will nach Hause            | Burkhard Driest                 | Gerd Baltus           |
| 46           | 20            | 31. Januar 1975    | Kleine Geschenke               |                                 |                       |
| 47           | 21            | 7. Februar 1975    | Bloß für ein paar Tage         | Heinz-Werner John               | Hermann Leitner       |
| 48           | 22            | 14. Februar 1975   | Entlassen                      | Heinz-Werner John               | Hermann Leitner       |
| 49           | 23            | 21. Februar 1975   | Soldat mit Kind                | Heinz-Werner John               | Hermann Leitner       |
| 50           | 24            | 28. Februar 1975   | Beschuldigungen                | Heinz-Werner John               | Hermann Leitner       |
| 51           | 25            | 7. März 1975       | Wer ist schuld?                |                                 |                       |
| 52           | 26            | 14. März 1975      | Gleichberechtigt               |                                 |                       |
| 53           | 27            | 21. März 1975      | Der kleine Traum               | Burkhard Driest                 | Peter Harlos          |